# John Milton
För andra betydelser, se John Milton (olika betydelser).
John Milton, född 9 december 1608 i Cheapside i London, död 8 november 1674 i London, var en engelsk diktare och psalmförfattare, yrkesverksam som regeringstjänsteman.

## Biografi
Milton studerade vid Christ's College i Cambridge åren 1625–1629, och beslöt sig därefter för att satsa på en karriär som poet. År 1632 gav han ut dikterna L'allegro och Il penseroso.
Han var också politiskt och socialt engagerad och författade stridsskrifter, där han motsatte sig kyrkans syn på skilsmässa och förespråkade pressfrihet. Han var puritan.
År 1642 gifte han sig med Mary Powell och fick med henne fyra barn, varav tre dog i ung ålder. 
Milton fick allt sämre syn med åren och hans hustru och dotter fick fungera – om än motvilligt – som hans sekreterare. 1652 avled hans hustru och samma år blev Milton helt blind. Han gifte om sig 1656 med Katherine Woodcock, som emellertid dog i barnsäng redan 1658. 1662 gifte han sig för tredje gången, med den 25-åriga Elizabeth Minshull, som överlevde sin make med mer än femtio år.

## Skrifter och religiösa insatser
Milton skrev bland annat Det förlorade paradiset (Paradise Lost) (1667), ett av de stora litterära verken på engelska, som inspirerade till oratoriet Skapelsen av Joseph Haydn med text av baron Gottfried van Swieten. Paradise Lost räknas som episk eller heroisk dikt och är skriven på blankvers.
Bland övriga verk märks maskspelet Comus (1637), det pastorala sorgekvädet Lycidas (1637), det polemiska Eikonoklastes (1649), Det återvunna paradiset (Paradise Regained) (1671) samt det klassiska dramat Samson Agonistes (1671). Eftersom Milton hade förlorat synen 1656 dikterade han sina senare verk för skrivbiträden.

## Psalmer
- Tacken Herren, ty han är undrens Gud med engelska originalet till nr 808 i Herren Lever 1977.
- Låt oss glada och i tro med engelska originalet till ett verk nr 31 i Den svenska psalmboken 1986.
- How lovely are thy dwellings fair, nr 106 i The Church Hymn book 1872 en parafras på Psaltaren 84 se Milton room. Diktad 1648.

## Digitiserad svensk översättning
- Det förlorade paradiset ; tolkning och inledning av Frans G. Bengtsson. Stockholm: Natur och kultur. 1926. Libris 17116348. https://gupea.ub.gu.se/2077/84583

## Eftermäle
Nedslagskratern Milton på planeten Merkurius är uppkallad efter honom.